# Warner Independent Pictures
Warner Independent Pictures fue una división especial de Warner Bros Entertainment. Establecida en agosto de 2003, su primera película (Before Sunset) fue lanzada en 2004. Se puso en marcha en 2005. La división produce, adquiere y distribuye largometrajes con un gran presupuestado en 20 millones de dólares. 
El uso de "independiente", en su nombre no es literal, ya que es una división de Warner Bros, que a su vez es una división del conglomerado de medios de comunicación Warner Media. El exejecutivo de Warner Bros Polly Cohen fue el Presidente de esta división. 

## Películas
Las películas lanzadas por el estudio son:

### 2004
- Around the Bend
- Before Sunset
- Criminal
- A Home at the End of the World
- A Very Long Engagement
- We Don't Live Here Anymore
- Eros

### 2005
- Everything Is Illuminated
- Good Night, and Good Luck. Con múltiples nominaciones en Los Premios Óscar, incluyendoMejor Película
- The Jacket
- March of the Penguins Ganadora de múltiples premios, incluyendo un Oscar.
- Paradise Now

### 2006
- Duck Season
- For Your Consideration
- Infamous (Historia de un crimen)
- Looking for Comedy in the Muslim World
- Mama's Boy
- Mary Queen of Scots
- The Painted Veil
- The Promise
- A Scanner Darkly
- The Science of Sleep (en co-production con Gaumont, France 3 Cinema y Canal+)
- Truce

### 2007
- Chaos Theory
- The Girls' Guide to Hunting And Fishing
- In the Land of Women
- The Man Who Fell to Earth
- In the Valley of Elah
- December Boys
- The 11th Hour
- Death-Breed

### 2008
- Towelhead
- Funny Games
- Snow Angels
- Slumdog Millionaire (en co-production con Pathé, Celador Films y FilmFour Productions)

- Datos: Q2698248